# Stanisław Skrzypczak (żołnierz)
Stanisław Skrzypczak (ur. 28 października 1900 w Lutomku, zm. 3 czerwca 1920 w Brodach) – żołnierz armii wielkopolskiej i Wojska Polskiego, uczestnik powstania wielkopolskiego i wojny polsko-bolszewickiej, kawaler Orderu Virtuti Militari.

## Życiorys
Urodził się w rodzinie Andrzeja i Michaliny z Furmanków. Absolwent szkoły powszechnej. Brał udział w powstaniu wielkopolskim. Żołnierz 1 kompanii, I batalionu 7 pułku strzelców wielkopolskich z którym brał udział w walkach wojny polsko-bolszewickiej. 
Szczególnie zasłużył się podczas ofensywy w okolicach Kijowa, gdzie „w walkach pod Brodami niezwykle mężnie ostrzeliwał z km bolszewicki pociąg pancerny. Ugodzony kulą poległ”. Za tę postawę został odznaczony pośmiertnie Orderem Virtuti Militari.
Był kawalerem.

## Ordery i odznaczenia
- Krzyż Srebrny Orderu Wojskowego Virtuti Militari nr 3816 – pośmiertnie[2][1][3]